# Pont de la Guillotière
Die Pont de la Guillotière ist eine Straßenbrücke in Lyon über die Rhône. Sie verbindet den Place Bellecour auf der von Saône und Rhône gebildeten Halbinsel über die Rue de la Barre im 2. Arrondissement mit dem Cours Gambetta in der ehemaligen Gemeinde La Guillotière im heutigen 3. Arrondissement am linken Ufer.
Die nächste Brücke flussaufwärts ist die Pont Wilson, flussabwärts folgt die Pont de l’Université, danach die Pont Gallieni.

## Beschreibung
Die 205,45 m lange und 30 m breite Brücke hat in der Mitte eine Bus-Spur in westlicher Richtung und in jeder Fahrtrichtung zwei Fahrspuren und eine nur durch Markierungen getrennte Fahrradspur sowie am östlichen Ende eine Abbiegerspur, weshalb alle Spuren etwas gebogen verlaufen. Die Abbiegespur am westlichen Ende wurde 2018 aufgehoben. Ihre beiden Gehwege sind etwa 3,60 m breit.
Die stählerne, zwischen 1952 und 1958 gebaute Brücke besteht aus drei parallel nebeneinander angeordneten, geringfügig gevouteten Hohlkästen mit einer auskragenden Fahrbahnplatte mit einer dünnen Betondecke und einem Asphaltbelag. Sie wird von zwei mit Naturstein verkleideten Stahlbetonpfeilern mit Pfeilerachsabständen von 58,70 + 88,05 + 58,70 m getragen.
An ihrem östlichen Ende führen breite Treppenanlagen auf beiden Seiten des großen, über 40 m langen Widerlagerbauwerks zu der Uferpromenade Berge Karen Blixen hinunter. Südlich des Widerlagerbauwerks wurde ein Skatepark und ein Ballspielplatz eingerichtet, das restliche Ufer bis zur Pont de l’Université wird von dem Schwimmbad Centre Nautique Tony Bertrand eingenommen.
Blickt man vom östlichen Ende über die Brücke, sieht man rechts am anderen Ufer das Hôtel-Dieu, ein ehemaliges Hospital, das zu einem Einkaufszentrum umgebaut wurde, und im Hintergrund hoch über der Stadt die Kirche Notre-Dame de Fourvière.

## Geschichte

### Erste Brücke (12. Jahrhundert)
Die erste Rhônebrücke Lyons und gleichzeitig eine der ersten (hölzernen) Brücken, die in Europa nach dem Untergang des Römischen Reiches gebaut wurden, wurde um 1185 ungefähr am Platz der heutigen Pont de la Guillotière errichtet. Der zunehmende Handel zwischen Lyon und Italien erforderte bessere Verkehrsverbindungen und damit auch eine Brücke, deren Bau wohl durch Lyoner Handelsherren veranlasst und durch Spenden finanziert wurde. Im Einzelnen waren der Bau der schlicht als Pont du Rosne bezeichneten Brücke und ihre Verwaltung Gegenstand vieler Dispute zwischen der Lyoner Kaufmannschaft und ihrem Erzbischof und weltlichen Herrscher.
Die damals noch unregulierte und von keiner Kraftwerkstreppe gezähmte Rhône war annähernd doppelt so breit wie heute und gefürchtet wegen ihrer heftigen Überschwemmungen, die ihr flaches linkes Ufer und die vor ihm gelegene, oft überschwemmte längliche Insel (Brotteau) häufig änderten. Der nördliche Teil dieser Insel gehörte der Stadt Lyon, der südliche der Abtei von Ainay. Die Insel markierte gleichzeitig die Grenze zwischen Lyon und der Dauphiné. Das linke Ufer und damit das östliche Ende der Brücke dürften damals etwa 300 m weiter östlich an dem heutigen Place Gabriel-Péri gelegen haben, der bis 1947 Place du Pont hieß.
Bald nach ihrer Errichtung wurde sie durch ihren Einsturz bekannt und erstmals urkundlich erwähnt. Am Beginn des Dritten Kreuzzugs hatte Kaiser Friedrich I. Barbarossa im Mai 1189 in Regensburg mit einer großen Streitmacht die Steinerne Brücke überquert. König Philipp II. von Frankreich und Richard Löwenherz, Herrscher über das (westfranzösische) Angevinische Reich und König von England, trafen sich im Juli 1190 in Vézelay, um von dort aus über Lyon und Genua bzw. Marseille in das Heilige Land zu ziehen. Nachdem die beiden Könige mit einem Teil der Kreuzfahrer die Brücke überquert hatten, brach sie unter der Belastung zusammen und riss zahlreiche Personen in den Tod.

### Zweite Brücke (13. Jahrhundert)
Im Lauf des 13. Jahrhunderts wurde die Brücke wieder aufgebaut, zunächst als Holzbrücke, die später über dem Hauptarm der Rhône durch eine Steinbogenbrücke ersetzt wurde. Am westlichen, rechten Ufer bildete ein Stadttor den Eingang zur Brücke, daneben stand die Chapelle du Saint-Esprit (Heilig-Geist-Kapelle). Auf dem Pfeiler zwischen dem siebten und achten Bogen stand ein rechteckiger Turm, der die Grenze zwischen Lyon und der Gemeinde La Guillotière und damit der Dauphiné bildete.
Um die Brücke gab es immer wieder Auseinandersetzungen zwischen den Beteiligten, also den Handelsherren, dem Erzbischof, der Abtei von Ainay und den Herrschern der Dauphiné, was dazu führte, dass die Obhut über sie mehrmals wechselte. Die Vorwürfe betrafen die Verwaltung der Brücke, die Zweckentfremdung erhaltener Gelder und ungenügende Unterhaltung und Reparatur der Hochwasserschäden.

### Dritte Brücke (16. Jahrhundert)
1558 beschloss die Stadt Lyon, die bisherige Brücke durch eine von einem zum anderen Ufer reichende Steinbrücke zu ersetzen, die im Oktober 1560 fertiggestellt und im Dezember 1561 endgültig abgenommen wurde. Sie war 510 m lang und 5 bis 6 m breit und bestand aus unterschiedlich weiten Rundbögen auf rechteckigen Steinpfeilern mit Strömungsteilern, die auf dicht beieinanderstehenden Eichenpfählen gegründet waren. Am östlichen Ende der Brücke wurden Wege zum Fluss hinunter und ein gepflasterter Platz angelegt, der spätere Place du Pont.
Am westlichen Ende stand noch das Stadttor mit den beiden Rundtürmen und die Chapelle du Saint-Esprit. Der rechteckige Turm auf dem Pfeiler zwischen dem siebten und achten Bogen hatte nun eine Ziehbrücke zur restlichen Brücke auf der östlichen Seite.
Das Hochwasser vom Dezember 1570 riss drei Brückenbögen weg. Sie wurden durch einen hölzernen Steg ersetzt, aber die Steinbögen wurden erst zwischen 1579 und 1582 wiederaufgebaut.

#### Tödliches Gedränge auf der Brücke

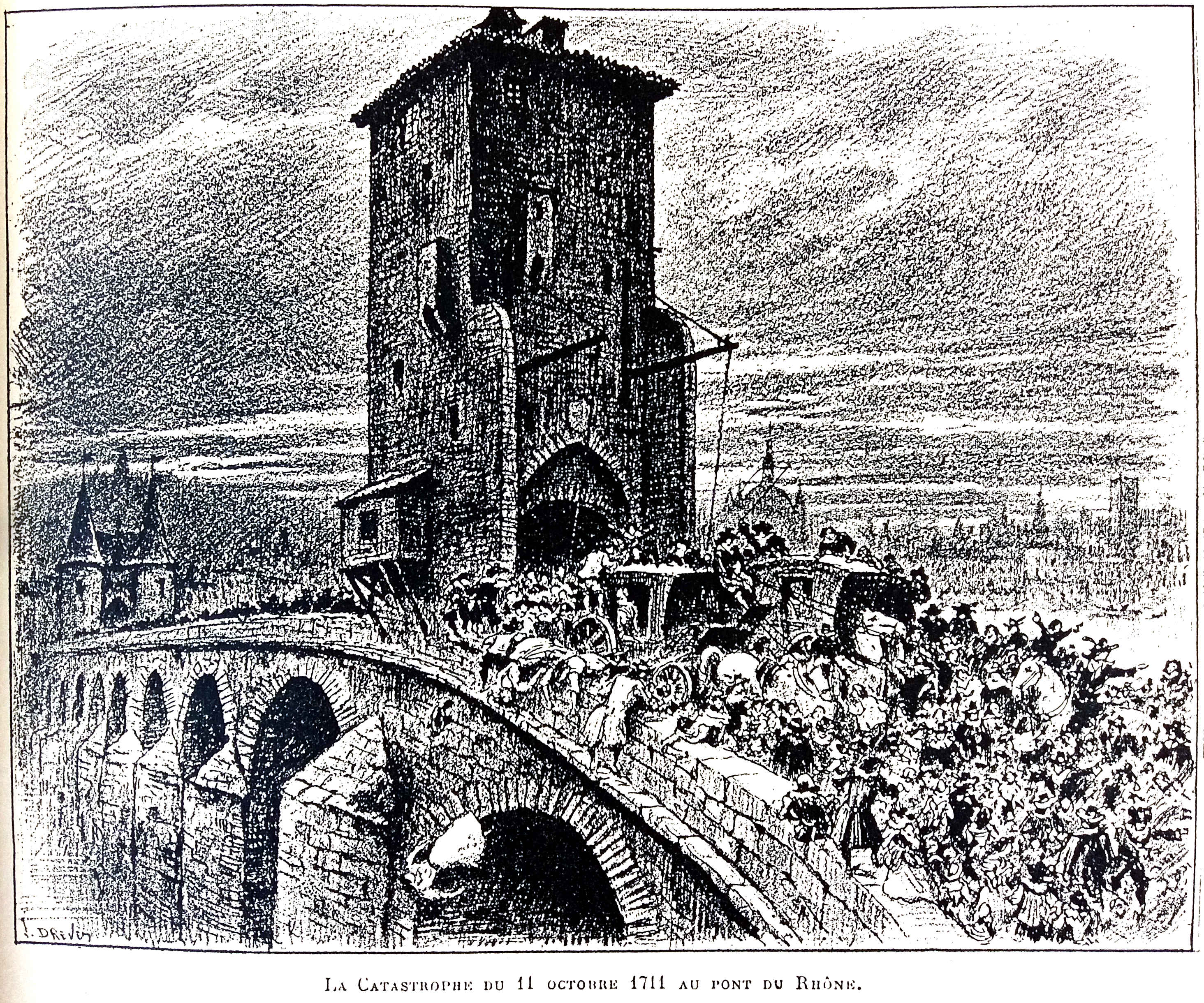

Am 11. Oktober 1711 kehrten die Menschen von einem Volksfest zur Feier des Heiligen St. Dionys in dem benachbarten Ort Bron über die Brücke nach Lyon zurück, die der einzige Weg nach Hause war und abends ihre Pforten schloss. Zur selben Zeit fuhr Madame de Servient von Lyon zu ihrem Landsitz Part-Dieu auf dem linken Ufer. Auf der Brücke verhakte sich ihre Karosse mit einer in die Gegenrichtung fahrenden Kutsche, wodurch die enge Brücke vollständig blockiert wurde. In dem Gedränge der Menschenmassen, die auf ihrem Heimweg auf der Brücke nachdrückten, fanden 216 Personen den Tod, weitere 25 stürzten von der Brücke und ertranken. Unter dem Eindruck der Tragödie spendete Madame de Servient später ihre Liegenschaft Part-Dieu dem Hôtel-Dieu.

#### Änderungen im 18., 19. und 20. Jahrhundert
1771 wurde die Kapelle entfernt, 1772 wurden für eine Uferstraße zwei Bögen am rechten Ufer zugeschüttet. Im Rahmen von Flussregulierungen des Ostufers wurde 1815 ein Bogen zugeschüttet und 1833 sechs weitere.
1818 entfernte man die Ziehbrücke. 1837 wurde die Brücke durch gusseiserne Segmentbögen an beiden Seiten erweitert. 1859 schüttete man zwei weitere   Bögen am linken Ufer zu. Sie hatte nun 8 Bögen, war 252 m lang und 11,50 m breit mit zwei 2,25 m breiten Gehwegen.
Im September 1944 sprengte die Wehrmacht bei ihrem Rückzug einen Bogen, der 1948 wieder aufgebaut wurde.
1952 fiel die Entscheidung, eine neue Brücke zu bauen.

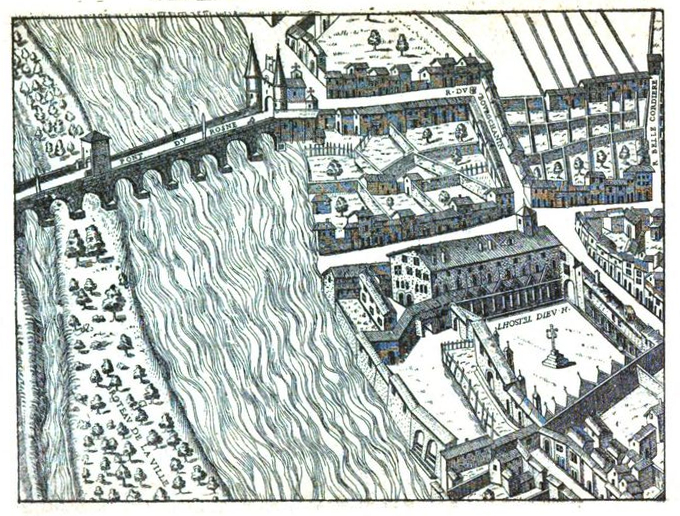
Pont du Rosne, 16. Jahrhundert
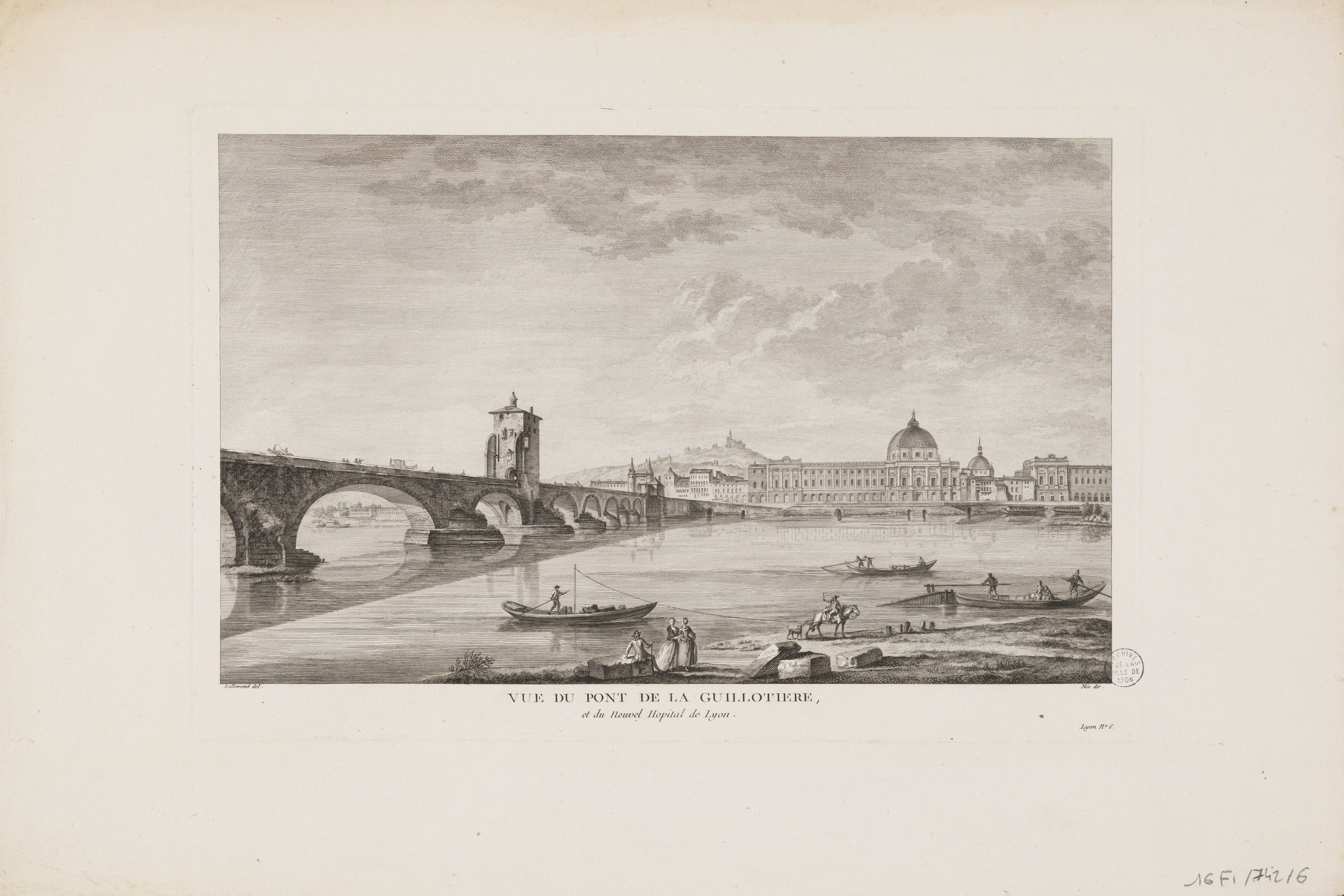
Pont de la Guillotière, 1786
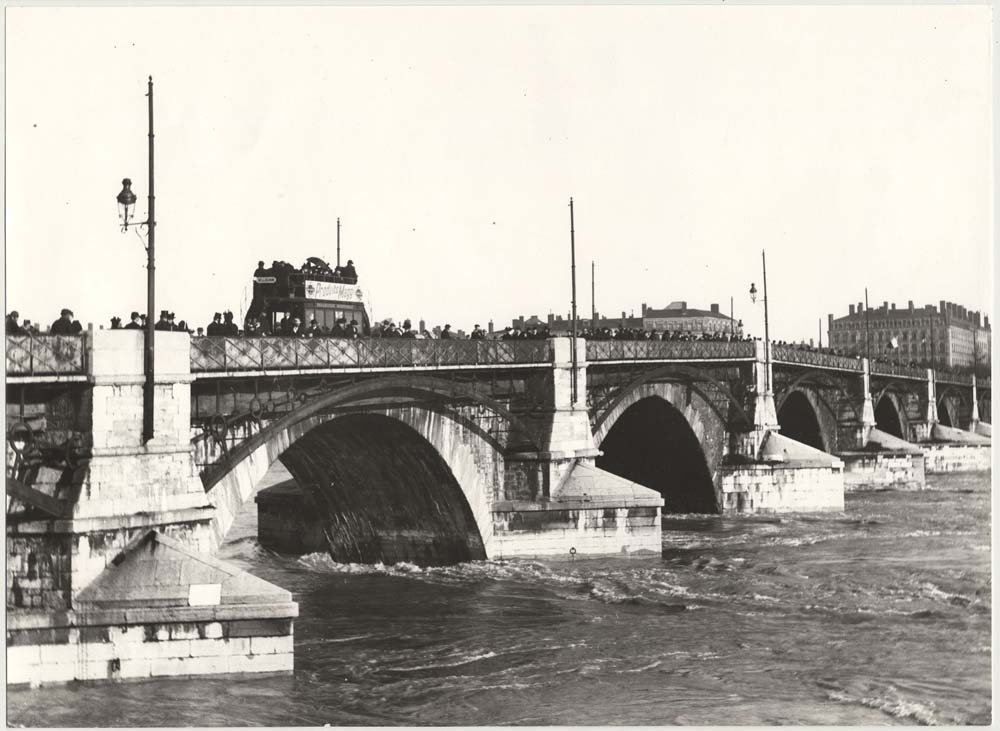
Pont de la Guillotière, 1897